# روگرسویل (تنسی)
روگرسویل(به انگلیسی: Rogersville) شهری در ایالت تنسی کشور ایالات متحده آمریکا است که جمعیت آن در سرشماری سال ۲۰۱۰ میلادی، ۴٬۴۲۰ نفر بوده‌است.